# Torneo di Chichester 1977
Il Torneo di Chichester 1977 è stato un torneo di tennis giocato sull'erba. 
È stata la 2ª edizione del torneo, che fa parte dei Tornei di tennis femminili indipendenti nel 1977.. 
Si è giocato a Chichester in Gran Bretagna dal 31 maggio al 6 giugno 1977.

## Campionesse

### Singolare
Marise Kruger ha battuto in finale  Bunny Bruning con il punteggio di 6–2, 6–2

### Doppio
Marise Kruger /  Elizabeth Vlotman hanno battuto in finale  Corinne Molesworth /  Naoko Satō con il punteggio di 6–2, 6–1